# Dorfkirche Rüdnitz

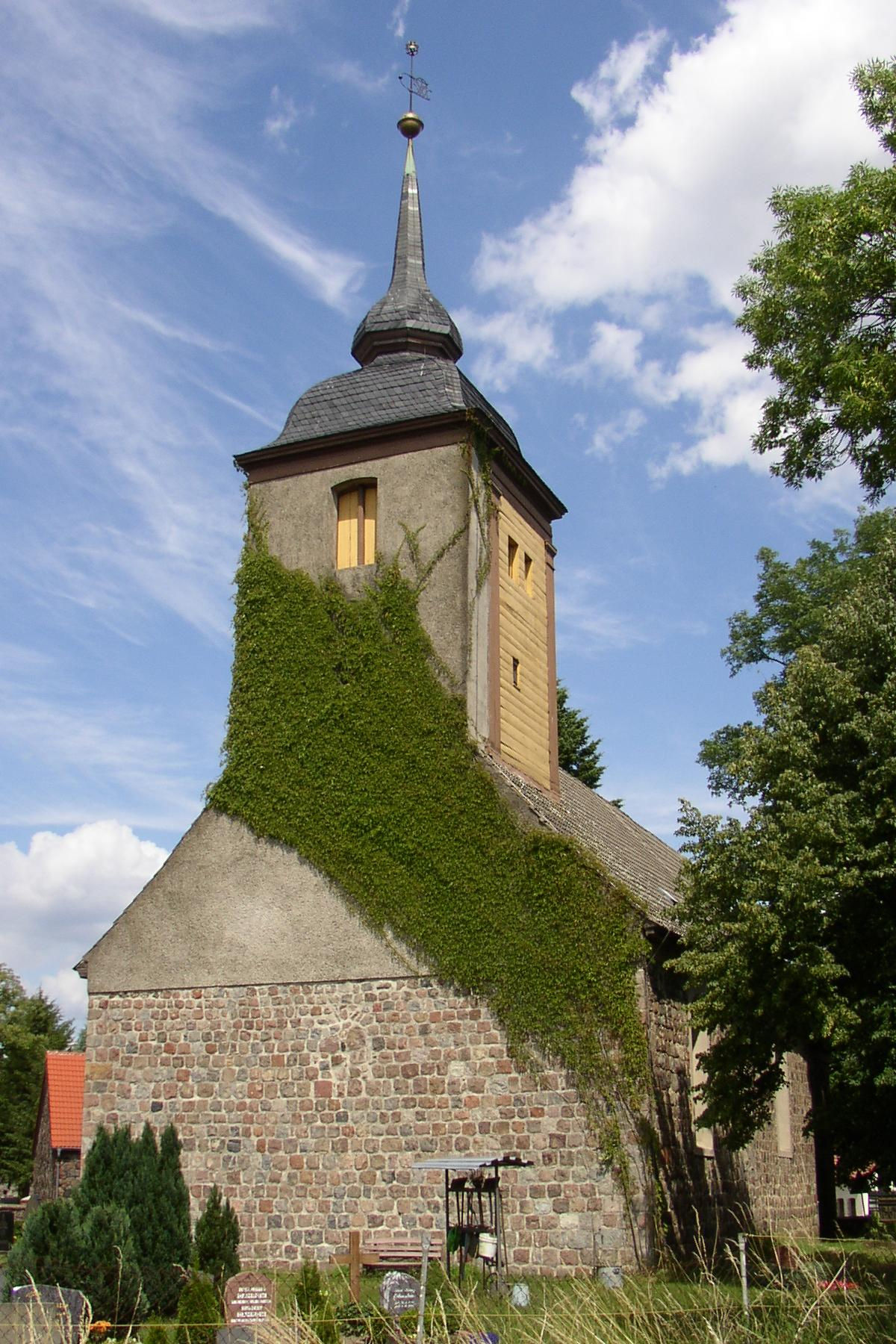
Dorfkirche Rüdnitz

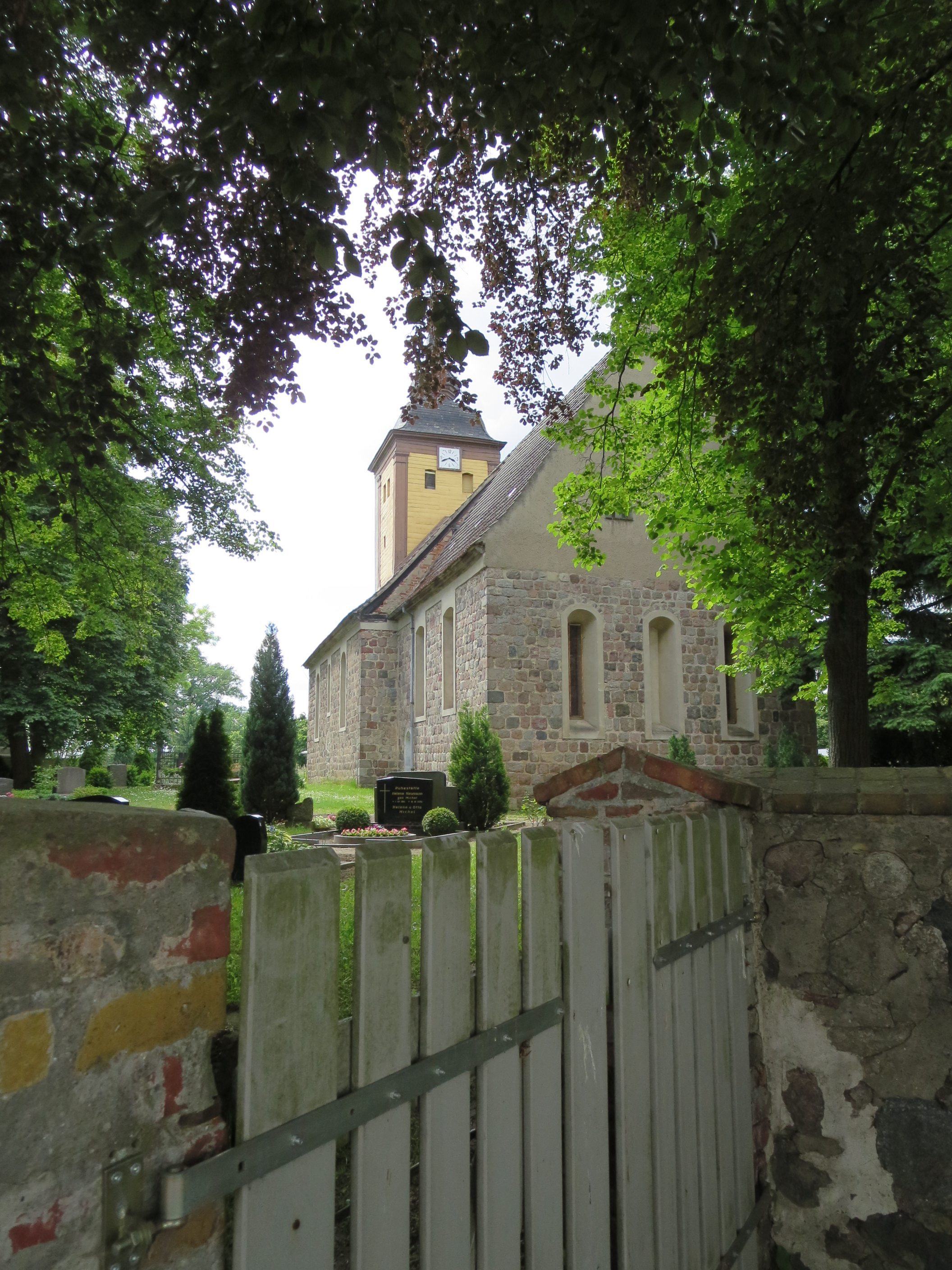
Blick vom Kirchhof

Die evangelische Dorfkirche Rüdnitz ist eine gotische, barock überformte Saalkirche in Rüdnitz im Landkreis Barnim in Brandenburg. Sie gehört zur Kirchengemeinde Rüdnitz im Kirchenkreis Barnim der Evangelischen Kirche Berlin-Brandenburg-schlesische Oberlausitz. Ein Förderkreis bemüht sich um die Erhaltung der Kirche, die im Bereich der hölzernen Bauteile deutliche Schäden zeigt.

## Geschichte und Architektur
Die Kirche ist eine Saalkirche aus Feldstein mit eingezogenem Rechteckchor aus der Mitte des 13. Jahrhunderts. Ein quadratischer westlicher Dachturm aus Holz mit Ecklisenen und geschweifter Haube aus der ersten Hälfte des 18. Jahrhunderts mit verputzter Westwand akzentuiert das Bauwerk. Im Jahr 1969 wurde eine Restaurierung durchgeführt. Die Öffnungen sind bis auf zwei einfache Portale und die Dreifenstergruppe im Osten stichbogig vergrößert oder zugesetzt. Innen gliedert ein spitzbogiger Triumphbogen den Raum, der mit Balkendecken abgeschlossen ist; der Turm wird von zwei toskanischen Holzsäulen gestützt. An der Nordseite des Triumphbogens sind möglicherweise in der Region selten vorkommende Reste eines ursprünglichen Lettners erkennbar.

## Ausstattung
Das Hauptstück der Ausstattung ist ein hölzerner Altaraufsatz mit Beschlagwerkwangen, der sich als Neukonstruktion eines älteren Retabels von 1560 mit in den Flügeln wiederverwendeten Relieffiguren von Heiligen erweist; auf dem Altar befinden sich eine vermutlich zugehörige fragmentarische Madonna und eine Engelsfigur aus der Zeit um 1430. Eine Reliefszene im Schrein stellt die Erleuchtung der Evangelisten durch den Heiligen Geist dar, in der Predella ist ein Abendmahlsbild, im von Balustersäulen gerahmten Aufsatz ein Auferstehungsrelief zu sehen. Die polygonale, farbig gefasste Sandsteinkanzel stammt aus der Mitte des 16. Jahrhunderts und ist mit geflügelten Engelsköpfen zwischen Arabeskenpilastern versehen. Die Westempore, das Gestühl im Chor und die Patronatsloge stammen aus dem 17. Jahrhundert. Im Schiff steht ein Kastengestühl mit vergitterter Rücklehne aus dem 18. Jahrhundert. 
Der spätklassizistische Orgelprospekt enthält eine Orgel von Friedrich Hermann Lütkemüller aus dem Jahr 1882 mit sieben Registern auf einem Manual und Pedal, die seit 1920 mehrfach wiederhergestellt wurde. Eine Glocke wurde im 15. Jahrhundert geschaffen.